# Vidrio laminado

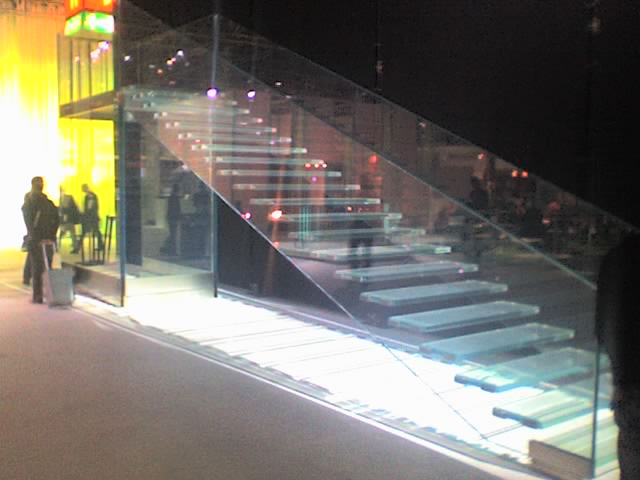
Escalera realizada enteramente en vidrio laminado

El vidrio laminado consiste en la unión de varias láminas de vidrio de cualquier grosor, mediante películas intermedias realizadas con materiales plásticos translúcidos.
Su propiedad más destacable es que, en caso de fractura, la película de material plástico evita que se desprendan fragmentos de vidrio, mejorando considerablemente su comportamiento mecánico en caso de impacto y evitando el peligro que conlleva la proyección de las astillas de vidrio.

## Historia
El vidrio laminado fue ideado por el químico francés Édouard Bénédictus (1878-1930), que patentó el producto en 1909. Bénédictus tuvo la idea tras observar casualmente en 1903 cómo un frasco de vidrio que contenía los restos de una solución de celulosa, no se rompía tras caer al suelo. En 1911 fundó la «Sociedad del Vidrio Triplex», que fue absorbida por Saint-Gobain en 1927. Esta compañía multinacional francesa fabricante de vidrio, se convirtió en el líder mundial de este producto, posición que ha mantenido a lo largo de los años.

## Composición
El vidrio laminado incorpora capas intercaladas de materiales plásticos como el butiral de polivinilo (PVB), el etil-vinil-acetato (EVA) o resinas activadas por luz ultravioleta o simplemente por la mezcla de sus ingredientes. Recibe así mismo el nombre de vidrio de seguridad, aunque este es solo uno de los tipos que existen en el mercado y no todos los vidrios de seguridad (como los templados) suelen ser laminados. Estas láminas pueden ser transparentes o translúcidas, de colores (los colores pueden aplicarse directamente sobre el vidrio, si bien suele preferirse colorear la lámina de PVB o EVA o la resina) e incluir diversos elementos: papel con dibujos, diodos LED, telas, etc. También pueden recibir un tratamiento acústico y de control solar.
Para el proceso con película PVB se requiere de autoclave. Para el proceso con película EVA se requiere de una cámara de vacío y horno a baja temperatura (115-120 grados Celsius).

## Propiedades y aplicaciones

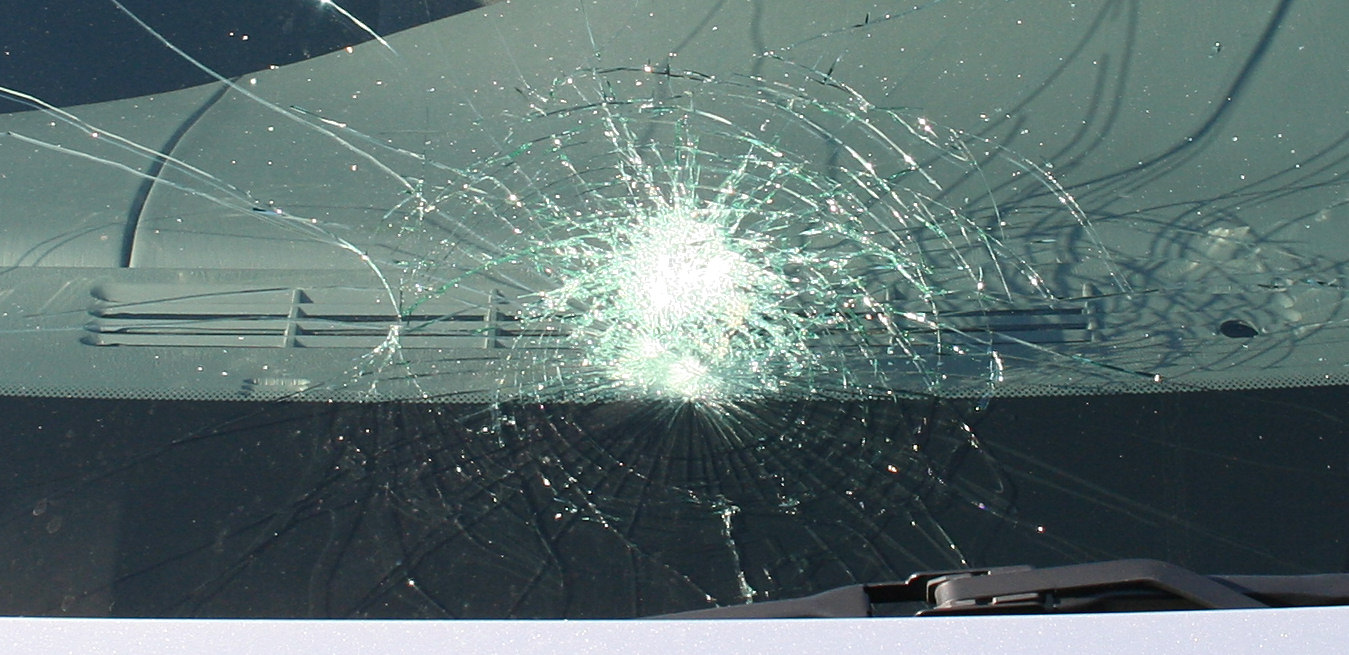
Telaraña de parabrisas.

Esta lámina le confiere al vidrio una seguridad adicional ante roturas, ya que los fragmentos quedan unidos a ella. Los parabrisas de toda clase de vehículos o los vidrios antirrobo y antibalas pertenecen a este tipo de vidrio. Además, dada su versatilidad, al cristal laminado se le pueden añadir propiedades filtrantes de rayos UV y de opacidad. Esta flexibilidad permite hacer de los vidrios laminados un elemento indispensable en la arquitectura y el diseño contemporáneos.